# Mason Judge
Mason Lexington Judge (* 29. März 2002 in Tampa, Florida) ist ein US-amerikanisch-englischer Fußballspieler.

## Karriere

### Verein
Judge begann seine Karriere beim Tampa Bay United SC. Zur Saison 2016 wechselte er zum Chargers SC. Im Sommer 2018 wechselte er nach Deutschland zu den B-Junioren von Eintracht Frankfurt. Im März 2019 spielte er dann auch erstmals für die A-Junioren, zu deren Kader er ab der Saison 2019/20 fest zählte. Nach der Saison 2020/21 verließ er Frankfurt aber, nachdem er nicht in den Profikader übernommen worden war.
Nach einem halben Jahr ohne Verein schloss er sich im Januar 2022 der fünftklassigen Reserve des TSV 1860 München an. Bis zum Ende der Saison 2021/22 kam er elfmal in der Bayernliga zum Zug. In der Saison 2022/23 absolvierte er 29 Partien, in denen er fünfmal traf. In der Saison 2023/24 kam er bis zur Winterpause zu 21 Einsätzen.
Im Januar 2024 wechselte Judge zum österreichischen Zweitligisten SV Horn, bei dem er einen bis Juni 2024 laufenden Vertrag erhielt. Sein Debüt in der 2. Liga gab er im Februar 2024, als er am 16. Spieltag der Saison 2023/24 gegen den DSV Leoben in der Startelf stand. Dies blieb aber sein einziger Einsatz. Nach der Saison 2023/24 verließ er Horn dann wieder.

### Nationalmannschaft
Judge spielte zwischen 2017 und 2018 für US-amerikanische Jugendnationalauswahlen.